# Тайконлінь (гора)
Тайконлінь (в'єт. đỉnh núi Tây Côn Lĩnh) — гірська вершина однойменного хребта Тайконлінь на заході провінції Хазянг, Північний Схід В'єтнаму. Гірський масив Тайконлінь поділений між двома повітами — Хоангшуфі і Вісуєн, у 46 км західніше Хазянгу.
З висотою 2428 м це далеко не найвища вершина В'єтнаму, але найвища на Північному Сході, яку часто називають «дахом Північного Сходу» (в'єт. nóc nhà Đông Bắc). На вершині гори встановлено типовий для в'єтнамських гір металевий геодезичний орієнтир в формі піраміди. На схилах гори зберігся субтропічний праліс. Тайконлінь вважається священною горою народу Лачі.

## Примітка
1. ↑  GEOnet Names Server — 2018.
2. ↑  Vy An (24/10/2013). Tây Côn Lĩnh, nóc nhà Đông Bắc.
3. ↑  Đỉnh cao Tây Côn Lĩnh – Điểm hấp dẫn khách du lịch mạo hiểm, khám phá.
4. ↑  Vy An (24/10/2013). Tây Côn Lĩnh, nóc nhà Đông Bắc.
5. ↑  BÍ QUYẾT GIỮ RỪNG CỦA NGƯỜI LA CHÍ — Phóng sự của PHẠM NGỌC DƯƠNG.

| Гора | Це незавершена стаття про гірську вершину. Ви можете допомогти проєкту, виправивши або дописавши її. |

| В'єтнам | Це незавершена стаття з географії В'єтнаму. Ви можете допомогти проєкту, виправивши або дописавши її. |